# Bitva o Los Angeles

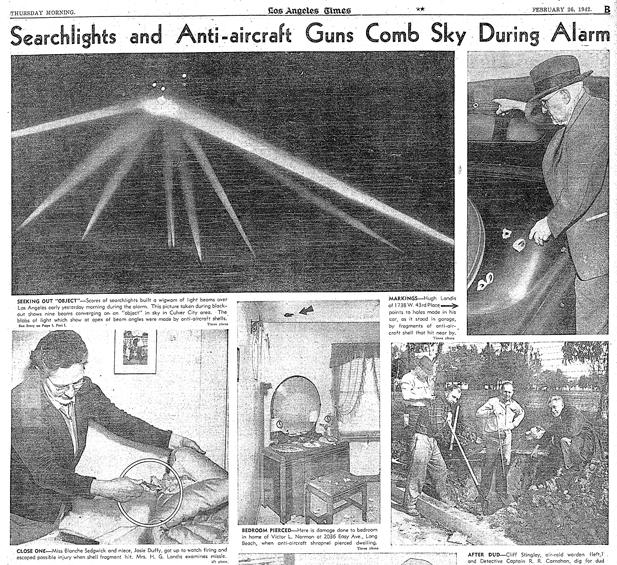
Výtisk Los Angels Times, největší obrázek v novinách zobrazuje údajně UFO.

Bitva o Los Angeles (anglicky Battle of Los Angeles (bitva o Los Angeles) či The Great Los Angeles Raid (Velký nálet na Los Angeles)) byl údajný nepřátelský nálet na Los Angeles v noci z 24. února na 25. února 1942. Zpočátku byl cíl protiletecké palby považován za útok Japonského válečného letectva, ale krátce poté na tiskové konferenci prohlásil tajemník námořnictva Frank Knox incident za "falešný poplach". (V úvahách šlo dokonce i o útok Německa na území Los Angeles, pokročilou technologií. Např. Tajné vojenské a vesmírné programy - díl 2 (Penny Bradley, pilotka). Tisk po celém světě během let zveřejnil řadu zpráv a spekulací o zakrývání přítomnosti UFO americkou vládou. Někteří současní ufologové a konspirační teoretici naznačili, že se snad jednalo o mimozemskou kosmickou loď. Při vyšetřování a dokumentaci incidentu v roce 1949 prohlásila Asociace pro pobřežní dělostřelectvo Spojených států, že se jednalo o meteorologický balón vyslaný v 1:00 hod. v noci, který ze strachu před napadením Japonskem "odstartoval veškerou palbu" a dospěla k závěru, že "jakmile začala palba, představivost obyvatel vytvořila na obloze všechny možné druhy cílů a všichni se připojili k této hysterii".
Během protiletecké palby bylo zničeno několik budov, tři osoby zemřely při dopravních nehodách a další tři zemřely na infarkt. K události došlo méně než tři měsíce poté, co Spojené státy vstoupily do druhé světové války v důsledku útoku japonského císařského námořnictva na Pearl Harbor a den po skutečném útoku japonských ponorek na Elwood.